# KFC Tielen
Dernière mise à jour : 11 juillet 2011.
Le Koninklijke Football Club Tielen est un ancien club de football belge, localisé dans la ville de Tielen. Le club, fondé en 1934, portait le matricule 2216. Il tombe en faillite et disparaît en 1998, à la suite de l'arrêt du partenariat avec son sponsor principal, IJsboerke. Le club évolue 7 saisons en séries nationales, les sept dernières, dont les trois dernières en Division 2.

## Histoire
Le club est fondé en 1934, et s'affilie directement à l'Union Belge de football. Il reçoit le matricule 2216, et est versé dans les séries provinciales anversoises. Durant les années 1980, le club gravit les échelons provinciaux, sous l'impulsion de Staf Janssens, président fondateur de la société IJsboerke, sponsor principal du club, qui rêvait d'avoir un grand club dans sa ville natale. Il engage des joueurs expérimentés venus des divisions supérieures, et parvient à rejoindre la Promotion, quatrième et dernier niveau national, en 1991.
Pour ses deux premières saisons en nationales, Tielen termine chaque fois vice-champion. Mais la troisième saison est la bonne, et voit le club remporter le titre lui ouvrant les portes de la Division 3. Le club continue sur sa lancée, et remporte un second titre consécutif au terme de la saison 1994-1995.
La première saison du club en Division 2 est endeuillée par la mort de Staf Janssens. Ce décès a un impact important sur le club, qui perd son principal bailleur de fonds. Après deux saisons finies dans le milieu de classement, les héritiers de Janssens revendent la société IJsboerke à la Compagnie nationale à portefeuille (CNP), dirigée par le financier belge Albert Frère. Les nouveaux propriétaires décident d'arrêter de sponsoriser le club, ce qui signe presque son arrêt de mort. Le club termine avant-dernier en 1997-1998 et, à court de liquidités, se déclare en faillite. Il arrête ses activités et est radié par la Fédération. Le matricule 2216 disparaît.
Un nouveau club est fondé dans la foulée à Tielen, et baptisé VC Tielen. Il se voit attribuer le matricule 9326' et démarre en quatrième provinciale anversoise. En 2007, ce club fusionne avec le KVV Lichtaart Sport, pour former l'actuel KFC De Kempen Tielen-Lichtaart.

### Palmarès
- 1 fois champion de Belgique de Promotion en 1994.
- 1 fois champion de Belgique de Division 3 en 1995.

## Résultats sportifs
Statistiques clôturées, club disparu

### Bilan des saisons en nationales
| Niv | Divisions    | Jouées | Titres | TM Up | TM Down |
| --- | ------------ | ------ | ------ | ----- | ------- |
| I   | 1e nationale | 0      | 0      |       |         |
| II  | 2e nationale | 3      | 0      |       |         |
| III | 3e nationale | 1      | 1      |       |         |
| IV  | 4e nationale | 3      | 1      |       |         |
|     |              |        |        |       |         |
|     | TOTAUX       | 7      | 2      |       |         |

- TM Up= test-match pour départager des égalités, ou toutes formes de Barrages ou de Tour final pour une montée éventuelle.
- TM Down= test-match pour départager des égalités, ou toutes formes de Barrages ou de Tour final pour le maintien.

### Classements en séries nationales
| Ordre | Saison  | Nom du club                       | Niveau                      | Classement final | Remarques |
| ----- | ------- | --------------------------------- | --------------------------- | ---------------- | --------- |
| 1     | 1991-92 | K. FC Tielen                      | Promotion série C           | 2e/16            |           |
| 2     | 1992-93 | K. FC Tielen                      | Promotion série C           | 2e/16            |           |
| 3     | 1993-94 | K. FC Tielen                      | Promotion série C           | Champion         | Promu !   |
| 4     | 1994-95 | K. FC Tielen                      | Division 3 série B          | Champion         | Promu !   |
| 5     | 1995-96 | K. FC Tielen                      | Division 2                  | 11e/18           |           |
| 6     | 1996-97 | K. FC Tielen                      | Division 2                  | 8e/18            |           |
| 7     | 1997-98 | K. FC Tielen                      | Division 2                  | 17e/18           | Relégué ! |
|       | 1998    | Arrêts des activités et radiation | Le matricule 2216 disparaît |                  |           |